# 沃尔特·杰克逊·弗里曼二世
沃尔特·杰克逊·弗里曼二世（英語：Walter Jackson Freeman II，1895年11月14日—1972年5月31日）是一位美国医生，知名于在美国改进和推广了脑白质切除术。